# Лемонд (тауншип, Миннесота)
Лемонд (англ. Lemond) — тауншип в округе Стил, Миннесота, США. На 2000 год его население составило 510 человек.

## География
По данным Бюро переписи населения США площадь тауншипа составляет 93,4 км², из которых 93,3 км² занимает суша, а 0,1 км² — вода (0,08 %).

## Демография
По данным переписи населения 2000 года здесь находились 510 человек, 185 домохозяйств и 145 семей.  Плотность населения —  5,5 чел./км².  На территории тауншипа расположено 192 постройки со средней плотностью 2,1 построек на один квадратный километр. Расовый состав населения: 98,43 % белых, 0,39 % азиатов, 0,39 % — других рас США и 0,78 % приходится на две или более других рас. Испанцы или латиноамериканцы любой расы составляли 0,78 % от популяции тауншипа.
Из 185 домохозяйств в 34,1 % воспитывались дети до 18 лет, в 73,0 % проживали супружеские пары, в 2,2 % проживали незамужние женщины и в 21,1 % домохозяйств проживали несемейные люди. 17,3 % домохозяйств состояли из одного человека, при том 5,9 % из — одиноких пожилых людей старше 65 лет. Средний размер домохозяйства — 2,76, а семьи — 3,10 человека.
25,7 % населения — младше 18 лет, 7,8 % — в возрасте от 18 до 24 лет, 25,7 % — от 25 до 44, 28,0 % — от 45 до 64, и 12,7 % — старше 65 лет. Средний возраст — 38 лет. На каждые 100 женщин приходилось 113,4 мужчин.  На каждые 100 женщин старше 18 приходилось 124,3 мужчин.
Средний годовой доход домохозяйства составлял 47 708 долларов, а средний годовой доход семьи —  50 000 долларов. Средний доход мужчин —  36 042  доллара, в то время как у женщин — 25 750. Доход на душу населения составил 20 188 долларов. За чертой бедности находились 4,7 % семей и 5,8 % всего населения тауншипа, из которых 13,4 % младше 18 лет.